# GParted
GParted是硬盘分区软件GNU Parted的GTK+图形界面前端，是GNOME桌面环境的默认分区软件。
GParted可以用于创建、删除、移动分区，调整分区大小，检查、复制分区等操作。可以用于调整分区以安装新操作系统、备份特定分区到另一块硬盘等。
GParted使用libparted来识别、调整分区表，并有各个文件系统工具来处理分区上的文件系统。这些文件系统工具并不是必须的，但要处理一种文件系统就必须先安装相应的工具。
GParted使用C++写成，使用gtkmm提供GTK+界面。
GParted项目还提供了一个包含GParted和全部文件系统工具的Live CD，也可以制作成Live USB，Live 系统基于Debian GNU/Linux。

## 功能
GParted支持的功能如下表所示，支持的文件系统都需要安装相应的工具。
|              | 识别 | 读取 | 创建 | 扩大 | 缩小 | 移动 | 复制 | 检查 | 标签 | UUID |
| ------------ | ---- | ---- | ---- | ---- | ---- | ---- | ---- | ---- | ---- | ---- |
| APFS         | 是   | 否   | 否   | 否   | 否   | 否   | 否   | 否   | 否   | 否   |
| BitLocker    | 是   | 否   | 否   | 否   | 否   | 否   | 否   | 否   | 否   | 否   |
| Btrfs        | 是   | 是   | 是   | 是   | 是   | 是   | 是   | 是   | 是   | 是   |
| crypt / LUKS | 是   | 是   | 否   | 是   | 是   | 是   | 是   | 否   | 否   | 否   |
| exFAT        | 是   | 否   | 是   | 否   | 否   | 是   | 是   | 是   | 是   | 否   |
| ext2         | 是   | 是   | 是   | 是   | 是   | 是   | 是   | 是   | 是   | 是   |
| ext3         | 是   | 是   | 是   | 是   | 是   | 是   | 是   | 是   | 是   | 是   |
| ext4         | 是   | 是   | 是   | 是   | 是   | 是   | 是   | 是   | 是   | 是   |
| F2FS         | 是   | 是   | 是   | 是   | 否   | 是   | 是   | 是   | 否   | 否   |
| FAT16        | 是   | 是   | 是   | 是   | 是   | 是   | 是   | 是   | 是   | 是   |
| FAT32        | 是   | 是   | 是   | 是   | 是   | 是   | 是   | 是   | 是   | 是   |
| HFS          | 是   | 是   | 是   | 否   | 是   | 是   | 是   | 否   | 否   | 否   |
| HFS+         | 是   | 是   | 是   | 否   | 是   | 是   | 是   | 是   | 否   | 否   |
| JFS          | 是   | 是   | 是   | 是   | 否   | 是   | 是   | 是   | 是   | 是   |
| swap         | 是   | 是   | 是   | 是   | 是   | 是   | 是   | 否   | 是   | 是   |
| LVM2 PV      | 是   | 是   | 是   | 是   | 是   | 是   | 否   | 是   | 否   | 否   |
| NILFS2       | 是   | 是   | 是   | 是   | 是   | 是   | 是   | 否   | 是   | 是   |
| NTFS         | 是   | 是   | 是   | 是   | 是   | 是   | 是   | 是   | 是   | 是   |
| ReFS         | 是   | 否   | 否   | 否   | 否   | 否   | 否   | 否   | 否   | 否   |
| Reiser4      | 是   | 是   | 是   | 否   | 否   | 是   | 是   | 是   | 否   | 否   |
| ReiserFS     | 是   | 是   | 是   | 是   | 是   | 是   | 是   | 是   | 是   | 是   |
| UDF          | 是   | 是   | 是   | 否   | 否   | 是   | 是   | 否   | 是   | 是   |
| UFS          | 是   | 否   | 否   | 否   | 否   | 是   | 是   | 否   | 否   | 否   |
| XFS          | 是   | 是   | 是   | 是   | 否   | 是   | 是   | 是   | 是   | 是   |
| ZFS          | 是   | 否   | 否   | 否   | 否   | 否   | 否   | 否   | 否   | 否   |